# Lizarraga (Ergoyena)
Lizarraga es un concejo y localidad española del municipio de Ergoyena, perteneciente a la comunidad autónoma de Navarra.

## Toponimia
El nombre del lugar puede encontrarse escrito como Lizarraga, sin tilde, y Lizárraga, con tilde.

## Geografía
La localidad está situada en la comarca de la Barranca.

## Historia
El lugar tuvo ayuntamiento propio. El municipio de Lizárraga desapareció de cara al censo de 1857, cuando el término se fusionó con los de Unanua y Torrano para conformar el de Ergoyena. Hacia mediados del siglo XIX, el lugar tenía contabilizada una población de 444 habitantes. Aparece descrito en el décimo volumen del Diccionario geográfico-estadístico-histórico de España y sus posesiones de Ultramar de Pascual Madoz con las siguientes palabras:

LIZARRAGA: l. del valle y ayunt. de Ergoyena, prov. y c. g. de Navarra, part. jud., aud. terr. y dióc. de Pamplona (7 leg.): sit. á la izq. de la regata que atraviesa el valle; disfruta de clima saludable aunque frio. Tiene 71 casas; escuela frecuentada por 18 alumnos, y dotada con 1,160 rs.; igl. parr. (San Clemente), de primer ascenso, servida por un abad, 3 beneficiados y un sacristan; 4 ermitas y cementerio. El term. confina N. Echarri-Aranaz y sierra de Andia; E. Unanoa; S. Torrano, y O. Urdiain. El terreno es de regular calidad, le fertiliza la espresada regata. Los caminos son locales. El correo se recibe por el balijero de Echarri-Aranaz. prod.: trigo, maiz y menuzales; cria ganado vacuno, lanar y de cerda, y caza de liebres y perdices. ind.: un molino harinero. pobl.: 71 vec., 444 almas. riqueza con el valle.
(Madoz, 1847, p. 315)

En 2023, la entidad singular de población tenía empadronados 175 habitantes y el núcleo de población, 170.